# Gia sư Hitman Reborn!
Gia sư Hitman Reborn! (Nhật: 家庭教師ヒットマンREBORN! Hepburn: Katekyō Hittoman Ribōn!, Katekyō, một từ ghép của Katei Kyōshi, nghĩa là "gia sư") là một sê-ri manga Nhật Bản được viết lời và minh họa bởi Amano Akira. Câu chuyện kể về cậu bé Sawada Tsunayoshi, một học sinh trung học vô tình được chọn để trở thành ông trùm của gia đình Vongola, một băng đảng mafia hùng mạnh. Sát thủ hitman mạnh nhất của gia đình Vongola xuất hiện trong hình dạng trẻ sơ sinh cầm súng, mặc bộ đồ vest có tên là Reborn đã được gửi đến để dạy cho Tsuna cách trở thành một ông trùm. Manga đã được đăng theo kỳ trong Weekly Shōnen Jump của Shueisha từ tháng 5 năm 2004 đến tháng 11 năm 2012, và các chương của nó đã được tập hợp thành bốn mươi hai tankōbon.
Một bộ phim truyền hình anime được chuyển thể bởi Artland đã được phát sóng trên TV Tokyo từ tháng 10 năm 2006 đến tháng 9 năm 2010, và đã chạy được 203 tập. Một số trò chơi điện tử, light novel và các sản phẩm khác cũng được tạo ra dựa trên bộ.
Manga được Nhà xuất bản Kim Đồng ấn hành bản dịch tiếng Việt tại Việt Nam từ tháng 5 năm 2014 đến tháng 2 năm 2016. Ở Bắc Mỹ, Viz Media đã cấp phép bản quyền phát hành cho cho manga và loạt phim truyền hình để phát hành bằng tiếng Anh. Viz Media chỉ xuất bản mười sáu tập đầu tiên, với tập cuối cùng được phát hành vào tháng 7 năm 2010. Discotek Media sau đó đã cấp phép bản quyền video gia đình chỉ áp dụng với loạt phim truyền hình sử dụng phụ đề.
Katekyo Hitman Reborn! là một trong những manga Weekly Shōnen Jump bán chạy nhất, với nhiều tập bán chạy nhất tại Nhật Bản. Các nhà phê bình ca ngợi sự hài hước, cốt truyện, chiến đấu và thiết kế hình dạng trẻ sơ sinh của một số nhân vật. Tuy nhiên, họ nói rằng nó đã trở nên bạo lực hơn sau tập tám và trở thành một bộ shōnen manga điển hình.

## Cốt truyện
Theo cốt truyện, cậu bé Sawada "Tsuna" Tsunayoshi là người được chọn để trở thành ông trùm đời thứ mười của gia đình Vongola vì cậu là cháu năm đời của ông trùm Vongola đầu tiên di cư từ Ý đến Nhật Bản. Timoteo, Vongola đệ cửu, người đứng đầu hiện tại của gia đình đã gửi Reborn, một hitman có hình dạng trẻ sơ sinh đến từ Ý để huấn luyện cho Tsuna một cách bất đắc dĩ. Phương pháp giảng dạy chính của Reborn là Shinukidan (死ぬ気弾) khiến một người được "tái sinh" với một ý chí mạnh mẽ hơn. Ý chí mạnh mẽ đó thực chất là một cái tôi khác được chôn kín trong tâm hồn con người chưa có cơ hội được bộc lộ. Tuy vậy, rất hiếm nhân vật trong manga này có được cái tôi sâu kín mạnh mẽ như Tsuna nên viên đạn gần như chỉ có tác dụng mạnh với cậu chứ không có tác dụng với hầu hết nhân vật khác. Từ một con người vụng về, chậm tiến bộ, Tsuna đã dần trở nên mạnh mẽ, tự tin và tham vọng hơn, khiến cậu xứng đáng trở thành ông trùm gia đình Vongola mặc dù vẫn có thái độ miễn cưỡng. Cậu kết thân với nhiều người, bao gồm cả tình yêu của cậu Sasagawa Kyoko.
Tsuna đã vượt qua nhiều trở ngại trên đường trở thành ông trùm của Vongola, chiến đấu chống lại những kẻ bị kết án bởi mafia đóng giả là học sinh trường trung học Kokuyo. Kế tiếp là The Varia, một nhóm sát thủ của Vongola ủng hộ Xanxus trở thành ông trùm của Vongola và bắt đầu một cuộc chiến với Tsuna. Để đánh bại Varia, Reborn tuyển mộ các bạn học của Tsuna làm người bảo hộ Vongola: Gokudera Hayato, một chuyên gia về chất nổ muốn trở thành cánh tay phải đắc lực của Tsuna; Yamamoto Takeshi, một vận động viên bóng chày và cứ tưởng mafia chỉ là trò đùa không có thật; Sasagawa Ryohei, đội trưởng câu lạc bộ đấm bốc của trường và anh trai của Kyoko; Đội trưởng đội kỷ luật Hibari Kyoya; Lambo, một đứa trẻ 5 tuổi yếu đuối muốn ám sát Reborn; Dokuro Chrome, một cô gái có liên kết với tên tội phạm Rokudo Mukuro cũng tham gia cùng họ.
Sau khi đánh bại Varia, Tsuna và những người bạn của mình được đưa đến tương lai để đối mặt với gia đình Millefiore, kẻ đã tiêu diệt gần như cả gia đình Vongola. Họ phát hiện ra rằng Arcobaleno, bảy trẻ sơ sinh mạnh nhất đều đã chết ngoại trừ Lal Mirch. Khi những người bảo vệ của Tsuna và Vongola chiến đấu với Millefiore, họ biết rằng Irie Shoichi, một đồng chí của Tsuna tương lai đã gửi họ đến tương lai bởi vì Tsuna tương lai nói rằng họ là những người duy nhất có thể đánh bại thủ lĩnh Millefiore Byakuran. Byakuran, kẻ đã có được kiến thức từ các thế giới song song, muốn sở hữu tất cả các vòng Mafia để đạt được cảnh giới toàn tri toàn thức.
Tsuna và nhóm của mình đánh bại Byakuran và trở về hiện tại, nơi họ biết rằng cậu sẽ được gọi là Vongola đệ thập. Buổi lễ bị phá vỡ bởi Gia đình Shimon, người đã tuyên thệ sẽ trả thù người sáng lập Vongola vì đã phản bội ông chủ Shimon đầu tiên. Tsuna đối mặt với gia đình Shimon trên một hòn đảo hẻo lánh. The Vindice, một nhóm cựu Arcobaleno, người bảo vệ luật pháp của mafia, can thiệp vào cuộc chiến và bỏ tù những kẻ thua cuộc. Sau nhiều trận chiến, Daemon Spade được tiết lộ là một ảo thuật gia và là người bảo hộ Vongola thế hệ đầu tiên đã thao túng Shimon, lợi dụng xung đột để kiểm soát tâm trí Rokudo Mukuro với tham vọng phục hồi lại gia đình Vongola theo đúng lý tưởng của hắn. Sức mạnh hợp lực của Tsuna và thủ lĩnh nhà Shimon, Kozato Enma đã đánh bại được hắn.
Sau khi Tsuna hòa giải với Shimon, Reborn và Arcobaleno khác đã thi đấu với nhau để xóa bỏ lời nguyền của họ. Mỗi Arcobaleno được chọn một đại diện để chiến đấu cho họ và người chiến thắng sẽ có thể xóa bỏ lời nguyền. The Vindice tham gia vào cuộc thi, thông báo cho Reborn và Tsuna rằng giải đấu là một mặt trận để lựa chọn một Arcobaleno mới; các cựu Arcobaleno đều đã qua đời hoặc trở thành Vindice. Tsuna tham gia cùng các đội còn lại để đánh bại Bermuda, một cựu Arcobaleno và cũng đồng thời là Vindice. Vào ngày cuối cùng của Trận chiến cầu vồng, Tsuna đánh bại Bermuda và đội của hắn. Checker Face, người đã tạo ra Lời nguyền cầu vồng Arcobaleno, tiết lộ thân phận thực sự của ông là Kawahira, bảo quản viên của nguồn sức mạnh tối thượng của loài người, Tri-ni-set. Để giữ cho Tri-ni-set được an toàn, Kawahira đồng ý giao nó cho các thế hệ tương lai và xóa bỏ lời nguyền.
Sau trận chiến Arcobaleno, Tsuna từ chối trở thành đời thứ mười của Gia đình Vongola và Reborn rời đi. Một tuần sau sự ra đi, Tsuna nhận ra rằng cậu vẫn là người vô dụng, không có gì thay đổi. Reborn trở lại đột ngột để huấn luyện Tsuna thành Neo-Vongola đệ nhất. Tsuna nhận ra rằng giờ đây cậu có những người bạn mà cậu có thể dựa vào và cậu đã thực sự thay đổi bởi những trải nghiệm của cậu, nhờ gia sư và cộng sự Reborn.

## Phương tiện truyền thông

### Manga
Nguyên mẫu của Katekyo Hitman Reborn! của Amano Akira được đăng trong tạp chí seinen cho đến khi một one-shot đã được xuất bản vào ngày 17 Tháng 11 năm 2003 trên Weekly Shōnen Jump bởi nhà xuất bản Shueisha. Bộ truyện được xuất bản trên Weekly Shōnen Jump từ ngày 24 tháng 5 năm 2004  đến ngày 12 tháng 11 năm 2012, và các chương riêng lẻ đã được Shueisha xuất bản thành từng tập tankōbon từ ngày 4 tháng 10 năm 2004 đến ngày 4 tháng 3 năm 2013.
Bộ truyện đã được cấp phép ở Bắc Mỹ và Vương quốc Anh bởi Viz Media, đơn vị đã xuất bản truyện tranh dưới ấn hiệu Shonen Jump Advanced. Tập đầu tiên được xuất bản vào ngày 3 tháng 10 năm 2006, và tập cuối cùng của Viz, tập thứ mười sáu đã được xuất bản vào ngày 6 tháng 7 năm 2010  Reborn! được cấp phép tại Brazil bởi Panini Comics, tại Pháp bởi Glénat, tại Đức bởi Tokyopop, tại Singapore bởi Chuang Yi, tại Tây Ban Nha bởi Planeta DeAgostini  và tại Đài Loan bởi Đông Lập.
Một bộ manga spin-off có tựa đề Vongola GP Kuru! (ボンゴレGP来る! Bongore GP Kuru!) được tạo ra bởi Takayama Toshinori được đăng trên Saikyō Jump bởi NXB Shueisha từ tháng 12 năm 2010 đến tháng năm 2012. Nó được tổng hợp thành ba tập phát hành năm 2012 vào ngày 4 tháng 6, ngày 4 tháng 9 và ngày 4 tháng 12.

### Anime
Bộ truyện được chuyển thể thành phim truyền hình anime dài 203 tập, do Artland sản xuất và đạo diễn bởi Imaizumi Kenichi, phát sóng từ ngày 7 tháng 10 năm 2006 đến ngày 25 tháng 9 năm 2010 trên TV Tokyo. Vì bộ anime không được cấp phép phát hành bên ngoài Nhật Bản, Funimation đã thay mặt công ty sản xuất Nhật Bản thực hiện quyền ủy quyền để loại bỏ các tập phim được fansub của anime khỏi Internet. Để ngăn chặn vi phạm bản quyền, các thông báo chấm dứt và ngừng hoạt động được gửi đến nhóm fansub cung cấp phụ đề cho bộ phim. Vào ngày 21 tháng 3 năm 2009, trang web anime Crunchyroll bắt đầu phát trực tuyến các tập có phụ đề của bộ ở Bắc Mỹ, với các tập mới có sẵn trong vòng một giờ sau khi chúng được phát sóng tại Nhật Bản. Vào năm 2011, Viz Media đã cấp phép cho một phiên bản không có phụ đề để phát trực tuyến trên Hulu và VizAnime.com. Tại Nhật Bản, bộ hoàn chỉnh đã được Marvelous Entertainment phát hành thành tập DVD từ ngày 26 tháng 1 năm 2007 đến ngày 29 tháng 4 năm 2011. Năm bộ hộp DVD đã được phát hành từ ngày 17 tháng 6 năm 2009 đến ngày 21 tháng 3 năm 2012 bởi Marvelous Entertainment tại Nhật Bản. Vào ngày 18 tháng 7 năm 2018, Discotek Media đã cấp phép cho chương trình phát hành video tại nhà với hai đĩa SD 2 đĩa trên các bộ BD, 101 tập đầu tiên vào ngày 25 tháng 9 năm 2018 và sau đó là 102 tập khác vào ngày 30 tháng 10 năm 2018.
Một đoạn OVA được sản xuất bởi cùng một đội ngũ nhân viên và dàn diễn viên và được phát hành vào tháng 10 năm 2009 trong chương trình Jump Super Anime Tour hàng năm. Nó được phát hành bởi Pony Canyon trên DVD vào ngày 21 tháng 7 năm 2010, dưới tiêu đề Katekyo Hitman Reborn! Jump Super Anime Tour 2009: Vongola Shiki Shūgaku Ryokō, Kuru! The Complete Memory (家庭教師ヒットマンREBORN! ジャンプスーパーアニメツアー2009 ボンゴレ式修学旅行、来る! THE COMPLETE MEMORY). Phiên bản DVD bao gồm một phiên bản ngắn hiển thị trong chuyến lưu diễn và một phiên bản hoàn chỉnh với những cảnh mới.

### Đĩa CD
Âm nhạc của Reborn! được sáng tác bởi Sahashi Toshihiko, với từng chủ đề phát hành dưới dạng đĩa đơn, album hoặc ca khúc nhân vật. Bốn nhạc phim Reborn! đã được phát hành bởi Pony Canyon tại Nhật Bản; bản đầu tiên được phát hành vào ngày 20 tháng 12 năm 2006 và bản thứ hai được phát hành vào ngày 18 tháng 4 năm 2007. Phần ba và phần tư được phát hành vào ngày 20 tháng 8 năm 2008 và vào ngày 15 tháng 9 năm 2010. Hầu hết các diễn viên lồng tiếng Nhật Bản đã thu âm các bài hát cho Katekyo Hitman Reborn! Character Soshutsuen Album Vongola Family Sotojo - Shinukidekatare! Soshiteutae, và Pony Canyon đã phát hành Bài hát chủ đề mở đầu và kết thúc gồm ba tập.

### Trò chơi điện tử
Hai mươi mốt trò chơi video dựa trên sê-ri và các nhân vật của nó xuất hiện trong Jump Super Stars, Jump Ultimate Stars, và J-Stars Victory VS.  Bản phát hành trò chơi đầu tiên là Katekyo Hitman Reborn! DS: Shinuki Max! Vongola Carnival! vào ngày 29 tháng 3 năm 2007 cho Nintendo DS. Vào ngày 28 tháng 6, trò chơi chiến đấu Flame Rumble: Mukuro Kyōshū đã được phát hành, với bốn trò chơi khác trong loạt Flame Rumble được phát hành cho DS từ ngày 20 tháng 9 năm 2007 đến ngày 22 tháng 7 năm 2010  Katekyo Hitman Reborn! Dream Hyper Battle! được phát hành cho PlayStation 2 (PS2) vào ngày 30 tháng 8 năm 2007 và cho Wii vào ngày 10 tháng 1 năm 2008. Không giống như phiên bản PlayStation 2, trò chơi Wii đã thêm các nhân vật từ cuộc chiến giữa Vongola và Varia.  Trò chơi phiêu lưu Let's Ansatsu!? Nerawareta Ju-daime! đã được phát hành cho hệ máy PS2 vào ngày 25 tháng 10 năm 2007  và một trò chơi đã qua sử dụng sugoroku, Vongola Shiki Taisen Battle Sugoroku, được phát hành vào ngày 27 tháng 3 năm 2008 cho DS.
Katekyo Hitman Reborn! DS: Fate of Heat, một trò chơi chiến đấu nhập vai, được phát hành cho Nintendo DS vào ngày 1 tháng 5 năm 2008, tiếp theo là hai phần tiếp theo: Fate of Heat II: Unmei no Futari vào ngày 16 tháng 4 năm 2009  và Fate of Heat III: Yuki no Gādian Raishū! vào ngày 29 tháng 4 năm 2010. Một trò chơi phiêu lưu, Katekyo Hitman Reborn! Nerae!? Ring x Vongola Trainers, đã được phát hành cho PS2 vào ngày 28 tháng 8 năm 2008. Katekyo Hitman Reborn! Battle Arena và Katekyo Hitman Reborn! Battle Arena 2: Spirit Burst đã được phát hành cho PlayStation Portable (PSP) vào ngày 18 tháng 9 năm 2008 và ngày 17 tháng 9 năm 2009. Một trò chơi PSP khác, Katekyo Hitman Reborn! Kizuna no Tag Battle, được phát hành vào ngày 25 tháng 2 năm 2010. Katekyo Hitman Reborn! Kindan no Yami no Delta, một trò chơi phiêu lưu hành động dành cho Wii và PS2, đã được phát hành tại Nhật Bản vào ngày 20 tháng 11 năm 2008. Ba game DS khác đã được phát hành: Katekyo Hitman Reborn! DS: Mafia Daishūgō Vongola Festival!! vào ngày 4 tháng 12 năm 2008, Katekyo Hitman Reborn! DS: Ore ga Bosu! Saikyou Family Taisen vào ngày 17 tháng 12 năm 2009  và Nari Chara: Katekyo Hitman Reborn! cho DSiWare vào ngày 27 tháng 1 năm 2010.

### Đài phát thanh
Một chương trình phát thanh, ReboRaji! Bucchake Ring Tournament (リボラジ!〜ぶっちゃけリング争奪戦〜 riboraji! ~bucchake ring sōdatsusen~). Phát thanh viên của nó là Ichinose Hidekazu (lồng tiếng của Gokudera Hayato), Inoue Suguru (lồng tiếng của Yamamoto Takeshi) và Ishibashi Rika (trợ lý). Khách mời đã xuất hiện kể từ tập thứ mười, và nó được sản xuất trực tiếp trước khán giả trong kỳ nghỉ Giáng sinh năm 2007 và (cuối loạt phim) ở Osaka, Nagoya và Tokyo. Mặc dù tập cuối cùng đã lên kế hoạch của ~ Bucchake Ring Tourathon ~ được phát sóng vào ngày 30 tháng 6 năm 2008, nhưng nó đã tiếp tục chỉ ba tuần sau đó. Tiêu đề hiện tại của nó là ReboRaji! Bucchake Namimori Dong Dong (リボラジ!ぶっちゃけ 並盛Dong☆Dong riboraji! bucchake namimori Ding☆Dong), được phát thanh bởi Ichinose Hidekazu, Inoue Suguru và Iida Toshinobu (lồng tiếng của Rokudo Mukuro).

### Sách
Một tập sách, Katekyō Hitman Reborn! Official Character Book Vongola 77, được xuất bản vào ngày 4 tháng 10 năm 2007 tại Nhật Bản. Dựa trên manga, nó bao gồm 77 biến cố kể từ khi Reborn gia nhập gia đình Sawada. Cuốn sách mô tả các nhân vật chính, với những câu chuyện bên lề ngắn gọn không xuất hiện trong manga và áp phích màu của Amano Akira. Katekyou Hitman Reborn! Sōshūhen: Vongola Family, một cuốn sách tập trung vào những Người hộ vệ của Tsuna, Reborn và Tsuna được phát hành vào ngày 30 tháng 10 năm 2009. Vào ngày 2 tháng 4 năm 2010, một cuốn artbook, Reborn Colore!, được xuất bản, phát hành.
Năm tập light novel Reborn! được viết bởi Koyasu Hideaki và minh họa bởi Amano Akira, ban đầu chuyển tiếp ở Jump Square, được xuất bản bởi Shueisha. Trong phần đầu tiên, Hidden Bullet 1: Mukuro's Illusions (隠し弾1 骸·幻想 Kakushi dan 1 Mukuro·Gensō), được xuất bản vào ngày 12 tháng 3 năm 2007, nội dung kể về việc Rokudo Mukuro tiếp quản Cao trung Kokuyo. Phần thứ hai, Hidden Bullet 2: X-Fiamma (隠し弾2 X-炎 Kakushi dan 2 X-en), được xuất bản vào ngày 5 tháng 2 năm 2008, kể lại bí ẩn về Xanxus. Một phần ba, Hidden Bullet 3: Millefiore Panic (隠し弾3　ミルフィオーレ・パニック Kakushi dan 3 Mirufiōre・panikku), được xuất bản vào ngày 3 tháng 7 năm 2009, tập trung vào các gia đình. Phần tư và phần năm được xuất bản lần lượt vào ngày 30 tháng 4 năm 2010 và ngày 2 tháng 5 năm 2011.

## Đón nhận
Manga Reborn! phổ biến ở Nhật Bản và theo Mainichi Shimbun, là một trong những manga được cosplay nhiều nhất trong cả nước. Năm 2007, đây là sê-ri bán chạy thứ mười trong Weekly Shōnen Jump, với tổng số bảy triệu bản được bán ra; năm 2008, doanh số của nó tăng lên 15 triệu bản. Reborn! là một trong những loạt bán chạy nhất của Nhật Bản trong vài năm. Năm 2008 manga bán được 3,3 triệu bản, loạt sách bán chạy thứ tư của đất nước. Năm 2009, đây là bộ sách bán chạy thứ sáu tại Nhật Bản, với doanh số 3.694.323 bản. Năm 2010, Reborn! là bộ sách bán chạy thứ tám, với doanh số 3,479,219 bản. Bộ manga là bộ bán chạy thứ 24 trong năm 2012, với doanh số 1.844.824 bản. Nhìn chung, nó đã bán được hơn 30 triệu bản. Reborn! light novel thứ hai là bestseller bán chạy thứ ba tại Nhật Bản vào năm 2008, với doanh số 106.229 bản. DVD của anime cũng rất phổ biến, đôi khi lọt vào xếp hạng DVD Hoạt hình Nhật Bản.
Reborn! đã được đánh giá một số lần. Theo Carlo Santos của Anime News Network, mặc dù tập đầu tiên của manga có cốt truyện yếu và nghệ thuật của nó là "hết sức lộn xộn và bát nháo" nhưng sự bất ổn định giữa Tsuna và Reborn đã trở thành yếu tố tuyệt vời. Popcultureshock.com nói rằng bộ truyện nhắm vào phục vụ đối tượng độc giả nữ vì số lượng nhân vật nam chiếm đa số, đồng thời trích dẫn sự kết hợp tốt giữa phong cách minh họa của truyện và yếu tố hài hước. AE Sparrow của IGN thích sự châm biếm của "khái niệm Mafia" và phong cách minh họa của manga, nói rằng "các nhân vật hoạt hình xuất hiện với sự khắc họa, tạo hình tốt". Sự thay đổi dần phong cách của bộ truyện gợi lên nhiều phản ứng khác nhau; trong một bài phê bình tập thứ chín, Sparrow cho biết bộ truyện "đang nhanh chóng trở thành một shounen lớn được đọc bởi một bộ phận không nhỏ do cốt truyện hiện tại này", lưu ý đến sự tiến hóa của nó kể từ khi nhân vật Tsuna bắt đầu có sự chuyển mình và các trận đánh trở nên dữ dội hơn. Theo Comicbookbin.com, mặc dù các trận đánh đã được thực hiện tốt và bộ truyện vẫn còn hài hước, tập tám của manga vẫn quá bạo lực và độc giả bình thường có thể thấy nó lạ lẫm. Ben Leary của Mania Entertainment đã trở nên thích thú với tông màu tối hơn của bộ truyện kể từ tập thứ tám. Ca ngợi các trận đánh và cuộc tranh tài cao thấp giữa Vongola và Varia, dẫu vậy anh vẫn cảm thấy nhớ yếu tố hài hước trước đó và hy vọng nó sẽ trở lại sau khi cuộc tranh tài kết thúc.

## Liên kết ngoại
- Shueisha's Official Reborn! Site Lưu trữ ngày 28 tháng 10 năm 2006 tại Wayback Machine (bằng tiếng Nhật)
- TV Tokyo's Official Reborn! Site (bằng tiếng Nhật)
- Gia sư Hitman Reborn! (manga) tại từ điển bách khoa của Anime News Network